# روتوما
روتوما (به انگلیسی: Rotuma) یکی از بخش‌های کشور فیجی است که از جزیره روتوما و چند جزیره کوچک دیگر تشکیل شده است.
این جزایر در ۴۶۵ کیلومتری شمال فیجی قرار دارند. روتوما مساحتی حدود ۴۳ کیلومتر مربع و جمعیتی بالغ بر ۲۸۱۰ نفر (سرشماری ۱۹۹۶) دارد.